# مرتضی کریمی
مرتضی کریمی (زاده ۱ تیر ۱۳۵۱ در تهران) کمک داور ایرانی فوتبال است. وی در سال ۱۳۶۹ داوری را شروع کرده و در سال ۲۰۰۴ وارد لیست فیفا شده‌است.

## شهرآورد تهران
مرتضی کریمی کمک داور یک دربی بزرگ تهران بوده‌است
| سه بازی که کمک داور بوده‌است |             |                        |                                                               |
| دربی                        | تاریخ       | نتیجه بازی             | گروه داوری                                                    |
| شماره ۶۹                    | ۲۳ مهر ۱۳۸۹ | استقلال ۱ - پرسپولیس ۰ | مسعود مرادی -- حسن کامرانی‌فر -- مرتضی کریمی -- سعید مظفری‌زاده |

منبع

## محرومیت
وی پس از ماجراهای پیش آمده در دیدار پرسپولیس و سپاهان که محسن قهرمانی داور آن بود به عنوان یکی از شاهدان پرونده بود اما در نهایت طبق مدارکی که به دست آمد به ده سال محرومیت از هر گونه فعالیت فوتبالی محکوم شد، اما محکومیت وی پس از تجدیدنظر خواهی به یک سال کاهش یافت.